# سيسنا سايتايشن III
سيسنا سايتايشن III هي أول طائرة من نموذج 650 في سلسلة سايتايشن جيت المطورة من طرف شركة سيسنا، بعد سيسنا سايتايشن III تم تطوير طائرتي سايتايشن VI و سايتايشن VII.

## التطوير والتحديث

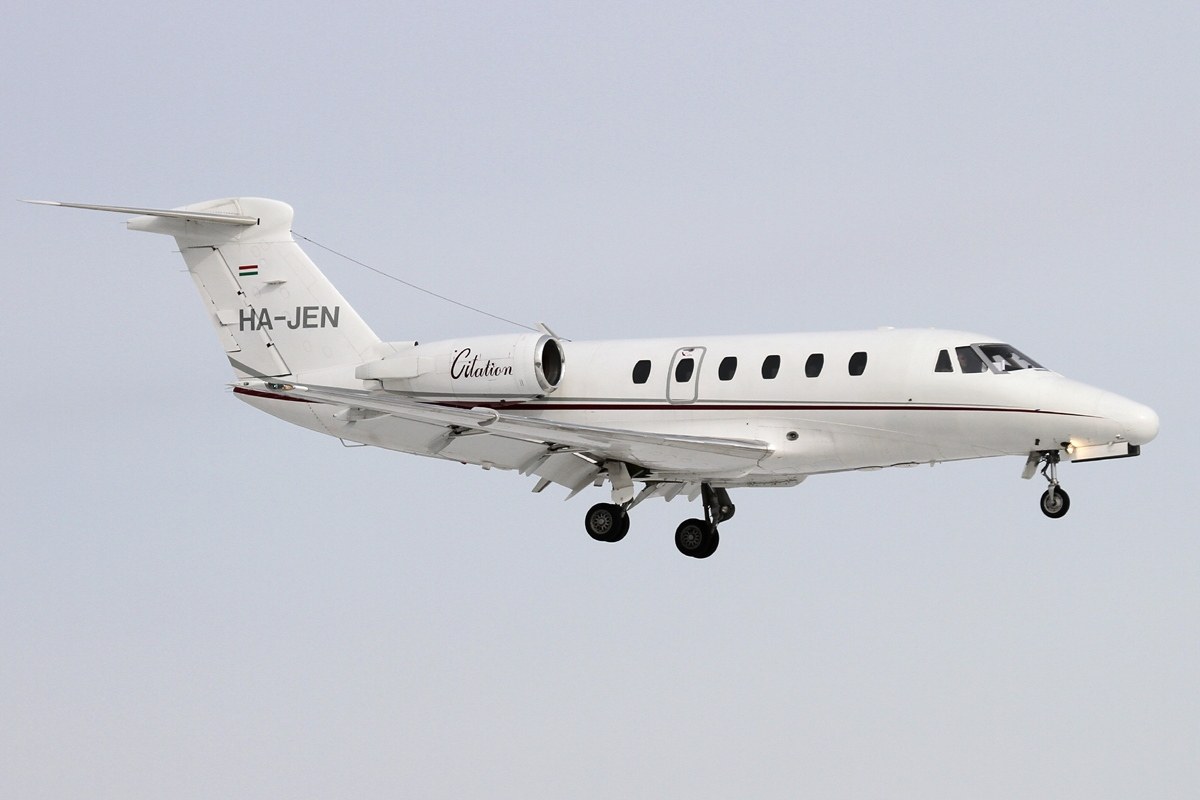
طائرة سايتايشن III

### سايتايشن III

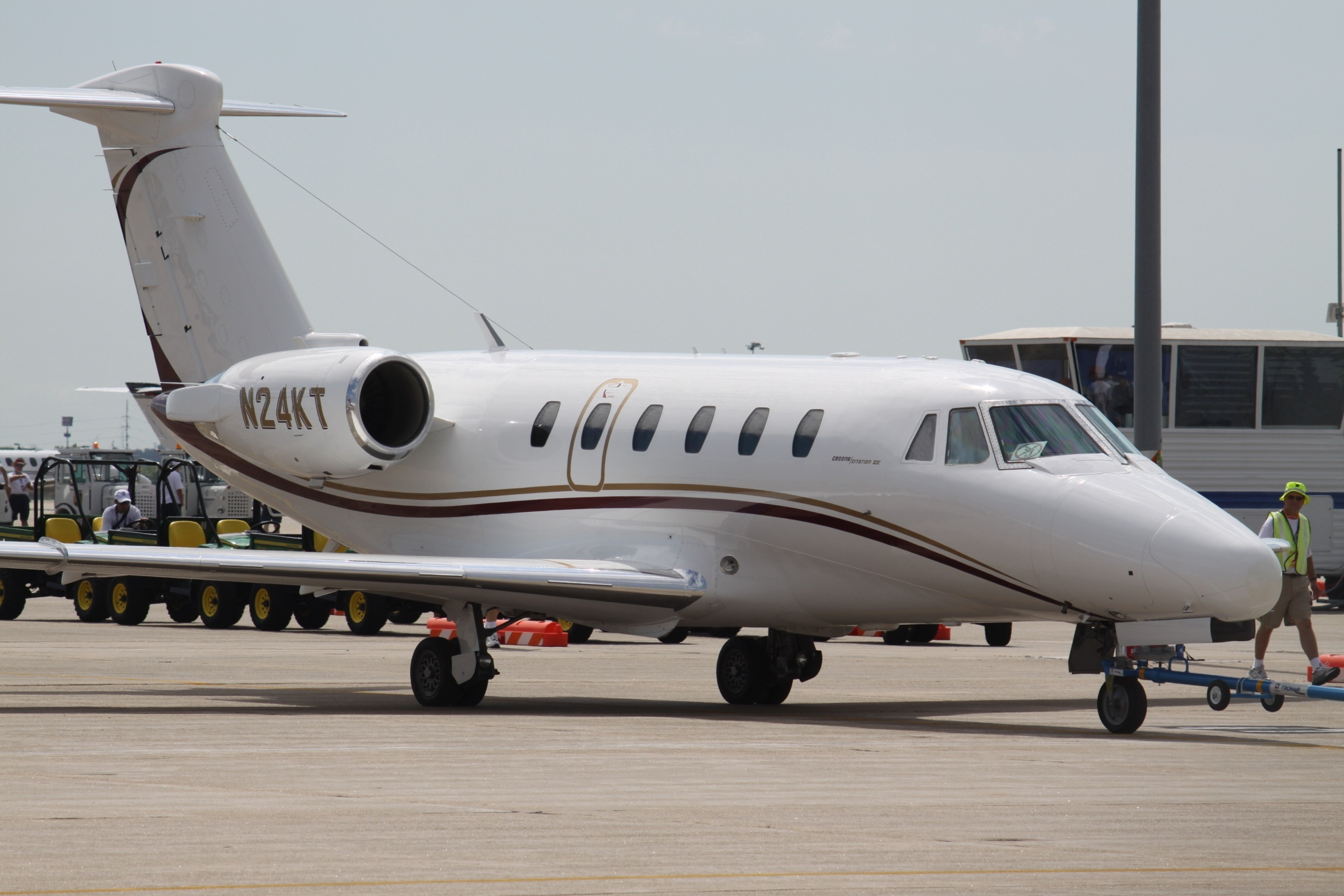
طائرة سايتايشن VII

بعدما حققت نسخ سايتايشن I و سايتايشن II نجاحاً كبيراً، قررت سيسنا المضي قدماً وصناعة طائرة جديدة، حيث تم البدء في تطوير سايتايشن III منذ سنة 1978، وبعد سلسلة من التجارب والطيران حصلت الطائرة على رخصة التشغيل من إدارة الطيران الفيدرالية في سنة 1982. وقد بقيت الشركة تصنع هذه النسخة إلى غاية سنة 1992. وقد تم صناعة 202 نسخة سايتايشن III.

### سايتايشن IV
في سنة 1989، أعلنت شركة سيسنا عن تحديث سايتايشن III لتصبح سايتايشن IV وتهم التحديثات توسعة خزان الوقود في الطائراة لزيادة مدة طيرانها في الجو، وإضافة تحسينات آخرى على الطائرة، لكن سرعان ما قامت سيسنا بإلغاء هذا المشروع.

### سايتايشن VI
عوضاً عن سايتايشن IV، ركزت سيسنا على تطوير نموذجين جديدين من سايتايشن III، أول هذه النماذج كان هو سايتايشن VI وأرادت سيسنا جعل هذا النموذج الجديد اقتصادي من نسخة سايتايشن III، وبالتالي تصميم الطائرة بمقصورة عادية بدون إضافة التعديلات الداخلية كما كان الحال في سايتايشن III، حيث كانت الشركة تقوم سابقاً بتصميم وتزيين المقصورة الداخلية لكل زبون إقتنى الطائرة. أول رحلة لطائرة سايتايشن VI كانت في سنة 1991، لكن تم صناعة 39 طائرة من هذه النسخة فقط ليتم التخلي عنها لاحقاً في سنة 1995.

### سايتايشن VII
كانت نسخة سايتايشن VII من بين النسخ التي ركزت عليها سيسنا بعد إلغاء سايتايشن IV، حيث أن نسخة سايتايشن VII تم تطويرها أيضاً انطلاقاً من سايتايشن III. وقد قامت هذه النسخة الجديدة بأول رحلة لها في سنة 1991، وتم صناعة 119 نسخة منها.